# Résolution 134 du Conseil de sécurité des Nations unies
Membres permanents
- Chine (Taïwan)
- États-Unis
- France
- Royaume-Uni
- URSS

Membres non permanents
- Argentine
- Sri Lanka
- Équateur
- Italie
- Pologne
- Tunisie

Résolution no 133 Résolution no 135
La Résolution 134 est une résolution du Conseil de sécurité de l'ONU votée le 1er avril 1960.
Cette résolution, la première de l'année 1960, sur la question relative à la situation en Union sud-africaine, ayant examiné la plainte de 29 états membres dans le document la situation résultant du massacre de manifestants sans armes qui protestaient pacifiquement contre la discrimination et la ségrégation en union sud-africaine, reconnaissant que cette situation résulte de la politique raciale du gouvernement sud-africain, l'invitant à réviser sa politique, 
- reconnaît que cette situation créée un désaccord entre nations qui peut porter atteinte à la paix,
- déplore que les troubles aient entraînés des morts,
- déplore la politique et les actes du gouvernement sud-africain,
- implore le gouvernement sud-africain à assurer entre les races une harmonie fondée sur l'égalité,
- demande au secrétaire général de prendre des mesures qui contribueraient au respect des buts et principes de la charte.

La résolution a été adoptée par 9 voix pour. Les abstentions sont celles de la France et du Royaume-Uni de Grande-Bretagne et d'Irlande du Nord.

## Texte
- Résolution 134 sur fr.wikisource.org
- Résolution 134 sur en.wikisource.org